# Acacias 38
Acacias 38 es una serie de televisión española producida por Televisión Española en colaboración con Boomerang TV que se emitió de forma diaria entre 2015 y 2021. La ficción, de género intriga y amor, está ambientada entre los años 1899 y 1920. Su rodaje empezó el 6 de febrero de 2015 y se estrenó en horario de prime time el 15 de abril de 2015 de forma simultánea en La 1 y La 2 y desde el 16 de abril, se emitía por las tardes de lunes a viernes en La 1.
En marzo de 2020, los rodajes fueron interrumpidos debido a la emergencia sanitaria del COVID-19, para luego volver a mediados de mayo. Para evitar quedarse sin capítulos, TVE emitió medio capítulo de la serie cada día, para un total de dos capítulos y medio a la semana. Desde el 15 de junio de 2020, la serie volvió a emitir los capítulos completos (hasta su final) tras la vuelta de los actores a los rodajes.
El rodaje finalizó el 26 de marzo de 2021 y sus emisiones el 4 de mayo. Una semana después, TVE anunció que se estaba estudiando un spin-off de la serie centrado en el amor de Maite y Camino en París.

## Historia
Primera temporada (15 de abril de 2015 - 18 de febrero de 2016)
En un inicio, la serie está protagonizada por Manuela (Sheyla Fariña) y Germán (Roger Berruezo); mientras que Cayetana (Sara Miquel) y Justo (Iago García) eran los antagonistas. El resto del reparto estaba formado por Pablo (Carlos Serrano-Clark) y Leonor (Alba Brunet); Claudio (Jaime Olías); Rosina (Sandra Marchena) y Maximiliano (Mariano Llorente); Felipe (Marc Parejo) y Celia (Inés Aldea); Ramón (Juanma Navas) y Trini (Ana del Rey); María Luisa (Cristina Abad) y Víctor (Miguel Diosdado); Juliana (María Tasende) y Leandro (Raúl Cano); Susana (Amparo Fernández); los porteros Servando (David Venancio Muro) y Paciencia (Aurora Sánchez); y las criadas Guadalupe (Arantxa Aranguren), Fabiana (Inma Pérez-Quirós), Casilda (Marita Zafra) y Rita (Sara Herranz). Cayetana y Germán tenían una hija, la pequeña Carlota (Andrea López).
En julio de 2015, Andrea López abandonó la serie tras la muerte de su personaje. A cambio, se incorporó la actriz Montserrat Alcoverro para dar vida a Úrsula, la nueva antagonista e institutriz de Cayetana.
En octubre del mismo año, Jaime Olías y Sara Herranz se despiden de la serie y dejan de interpretar a Claudio Castaño y Rita Carrasco respectivamente. Rebeca Alemañy y Oscar Ortuño se incorporan en la serie con los papeles de Lolita Casado, una nueva criada del condominio y Tano, un joven ladronzuelo el cual ayuda a Celia cuando está en el manicomio y el cual es adoptado por Celia y Felipe.
En enero de 2016, Iago García se va de la serie tras haber interpretado el antagonista de la primera temporada, Justo Núñez, papel que él compartía con Sara Miquel.
En febrero de 2016, Sheyla Fariña y Roger Berruezo, los actores que han dado vida a los protagonistas de la primera temporada, Manuela Manzano y Germán de la Serna, se despiden de la serie tras las muertes de sus personajes. 
Segunda temporada (19 de febrero de 2016 - 16 de agosto de 2017)
Comienza otra temporada y los nuevos héroes románticos son Teresa Sierra y Mauro San Emeterio, interpretados por Alejandra Meco y Gonzalo Trujillo. La primera es una maestra (pero se descubrirá que es la verdadera Cayetana Sotelo-Ruz) y el segundo es el nuevo inspector del barrio. Javi Chou comienza a dar vida a Martín Enraje, el novio de Casilda.
A inicios de mayo, Mariano Llorente abandona a la serie. Un mes después abandona la serie también Montserrat Alcoverro, pero por un tiempo y se incorpora Jorge Pobes, el nuevo amor de Rosina Rubio tras que esta se queda viuda de su esposo Maximiliano.
Sandra Blázquez y Ander Azurmendi se incorporan a la serie interpretando a Huertas, una nueva criada y amante de Felipe, y a Fernando, el pretendiente de Teresa.
En noviembre los actores, María Tasende, Raúl Cano, Mónica Portillo y Arantxa Aranguren se despiden de la serie. Los primeros, tras cerrar su historia en el 390, la segunda tras haber cubierto el papel de Humildad, antagonista secundaria de la segunda temporada y la última tras haber interpretado a la veterana Guadalupe con 400 capítulos a sus espaldas.
Tras estas salidas, se incorporan tres nuevos actores: Manuel Regueiro, Laura Rozalén y Jordi Coll. El primero es el coronel Arturo Valverde, la segunda es su hija Elvira y el tercero es el mayordomo Simón. Los últimos dos personajes van a dar vida a una nueva historia amorosa. Carlos Serrano-Clark y Alba Brunet se despiden de la serie, pero por un tiempo. Aurora Sánchez y Sandra Blázquez también se van de la serie.
En marzo de 2017, Carlos Serrano-Clark y Alba Brunet vuelven a la serie tras unos meses de ausencia.
En mayo, se incorporan a la serie nuevos personajes, y se van otros. Marian Arahuetes y Álvaro Quintana dan vida a Sor Adela y a Antoñito Palacios, el hijo de Don Ramón.
Meses después, en verano, María Blanco, Carlos Olalla, Juan Gareda, Elena González y Rubén de Eguía fichan y comienzan a dar vida, respectivamente, a Carmen, Jaime y Samuel Alday, Blanca Dicenta y Diego. Comienza otra temporada tras las salidas de Sara Miquel, que se va tras haber interpretado a la villana Cayetana Sotelo-Ruz por 576 capítulos, de Alejandra Meco, Gonzalo Trujillo, cerrando su trama en el 581 y Carlos Serrano-Clark, tan solo unos capítulos después.
Tercera temporada (17 de agosto de 2017 - 9 de agosto de 2018)
En la primera mitad y a los finales de enero de 2018, la serie incorpora a cuatro nuevos personajes y se despiden de otros. Jordi Coll y Laura Rozalén se despiden tras haber interpretado a los héroes románticos Simón y Elvira, Marian Arahuetes se va tras la muerte de su personaje Adela, Cristina Abad y Miguel Diosdado, presentes en la serie desde el primer capítulo, se marchan tras la boda de sus personajes con 686 capítulos de interpretación a sus espaldas. Los nuevos fichajes son: Elia Galera, que da vida a Silvia Reyes, el nuevo amor de Arturo Valverde, Pilar Barrera, que comienza a interpretar a Agustina, una nueva criada, Alejandra Lorenzo, que da vida a Flora Barbosa, y Xoán Fórneas da cara a Íñigo, el hermano de Flora y el nuevo amor de Leonor Hidalgo.
En el mes de abril, Javi Chou y Carlos Olalla se van de la serie tras las muertes de sus personajes y se sumen al reparto Adrián Castiñeiras y Jesús Rubio con los papeles, respectivamente, de "El Peña" y de Esteban Márquez.
En agosto, salen de la serie Montserrat Alcoverro temporalmente, Rubén de Eguía y Elena González tras que sus personajes, protagonistas de la tercera temporada, han sellado su historia de amor, Manuel Regueiro, con 420 capítulos de interpretación a sus espaldas y Elia Galera.
Cuarta temporada (10 de agosto de 2018 - 28 de febrero de 2019)
Comienza otra temporada y se suman al reparto principal los actores Alba Gutiérrez, César Vea, Dani Tatay y José Luis Martínez, dando vida, respectivamente a Lucía Alvarado, prima de Celia y nueva protagonista romántica de la nueva temporada, Cesáreo, el sereno del barrio, Don Telmo, el nuevo párroco y nuevo protagonista romántico y el prior Espineira. Vuelve Montserrat Alcoverro tras un mes de ausencia.
En noviembre, Adrián Castiñeiras se despide de la serie.
A inicios de 2019, Miguel Diosdado y Cristina Abad vuelven a interpretar respectivamente a Víctor Ferrero y María Luisa Palacios durante cuatro capítulos.
A finales de enero, se confirma que la actriz Ana del Rey se despide de la serie tras interpretar por 940 capítulos a Trini Crespo, una de las veteranas de la serie, tras la muerte de su personaje.
En mitad de febrero, la producción confirma un salto temporal en la serie que va a incorporar diez nuevos personajes.
En el capítulo 960, emitido el 28 de febrero, se cierra la cuarta temporada y se van algunos protagonistas: Alba Brunet, Alejandra Lorenzo, Xoán Fórneas y Inés Aldea. La primera y la última habían estado presentes desde el primer capítulo.
Quinta temporada (1 de marzo de 2019 - 5 de agosto de 2020)
En el 1 de marzo, la serie sufre el deseado salto temporal de 10 años introduciendo nuevas tramas y nuevos personajes. María Gracia es la cantante Bellita Del Campo, Manuel Bandera es José Domínguez, el marido de la última, Gurutze Beitia es Arantxa, la criada de Bellita y José, Aroa Rodríguez es Cinta, la hija de Bellita y José, Susana Soleto es Felicia Fonseca, la dueña del nuevo restaurante del barrio, José Pastor y Aria Bedmar son Emilio y Camino, los hijos de Doña Felicia, Clara Garrido es Genoveva Salmerón, la nueva esposa de Samuel Alday, y Paco Mora es Eduardo, el marido de Lucía.
En abril, Paco Mora, Juan Gareda y Alba Gutiérrez se despiden de la serie tras las muertes de sus personajes, el primero tras haber llevado un mes y medio de interpretación, pero siendo uno de los personajes principales, el segundo tras haber interpretado a Samuel Aday por 440 capítulos y la última tras haber interpretado a Lucía Alvarado tras 220 capítulos. Más tarde Dani Tatay abandona la serie tras la muerte de Lucía con la marcha de su personaje al Mediterráneo tras 180 capítulos.
Después se incorporan a la serie Alfredo Bryce interpretado por Eleazar Ortiz, el nuevo esposo de Genoveva y un afamado banquero, que ayudará a ella a vengarse de todos los vecinos del barrio.
En junio, Trisha Fernández se sume al reparto de los actores dando vida a Marcia, una criada brasileña y el nuevo amor de Felipe Álvarez-Hermoso.
A principios de agosto de 2019, Eleazar Ortiz abandona la serie tras la muerte de su personaje tras haberle interpretado por 60 capítulos.
A mediados de agosto de 2019 la serie vive la reincorporación de Gonzalo Trujillo, reinterpretando a Mauro San Emeterio tras casi 500 capítulos de ausencia. A principios de octubre, deja la serie tras la marcha de su personaje.
A mitad de septiembre, Antonio Lozano se incorpora a la serie dando vida a Armando Caballero, nuevo amor de Doña Susana. 
A principios de noviembre Amparo Fernández y Antonio Lozano dejan temporalmente la serie tras interpretar, respectivamente, a Susana Ruiz desde el primer capítulo, y Armando Caballero. A cambio Ylenia Baglietto se incorpora al reparto fijo de la serie dando vida a Maite Zaldúa, sobrina del nuevo esposo de doña Susana y pintora, que va a tener una historia de amor con Camino Pasamar.
En el último capítulo del año 2019 la actriz Montserrat Alcoverro deja la serie tras la muerte de su personaje, Úrsula Dicenta, antagonista desde la primera temporada, tras haberle interpretada durante más de 1000 capítulos.
A principios del año 2020 se incorporan al reparto Cisco Lara y Adrián Reyes dando vida, respectivamente, a Ildefonso Cortés y Julio Expósito.
A finales de enero, Gurutze Beitia abandona a la serie, tras haber interpretado a Arantxa Torrealday durante más de 200 capítulos.
A mitad de febrero Amparo Fernández y Antonio Lozano vuelven a interpretar respectivamente a Susana Ruiz y Armando Caballero tras una ausencia de unos meses. A su vez se incorporan Abril Montilla y Agnès Llobet a la serie dando vida respectivamente a Alodia Expósito, nueva criada de los Domínguez, y a Laura Alonso, nueva criada de Genoveva Salmerón y Felipe Álvarez-Hermoso.
A finales de febrero Aleix Melé y Trisha Fernández abandonan a la serie. El primero temporalmente, tras interpretar a Santiago Becerra / Israel Becerra por casi 100 capítulos; la segunda tras la muerte de Marcia Sampaio, protagonista romántica de la quinta temporada a la que le dio vida durante 182 capítulos.
A principios de marzo Ylenia Baglietto y Pilar Barrera dejan a la serie: la primera temporalmente, tras interpretar a Maite Zaldúa durante 80 capítulos, la otra tras interpretar a Agustina López durante 532 capítulos. 
A mitad de marzo se incorporan dos nuevos actores: Marcial Álvarez dando vida a Marcos Bacigalupe y Olga Haenke dando vida a su hija Anabel. Gurutze Beitia vuelve a interpretar a Arantxa por unos capítulos. José Pastor y Aroa Rodríguez dejan la serie tras interpretar respectivamente a Emilio Pasamar y Cinta Domínguez durante más de 250 capítulos.
A partir del 4 de mayo los capítulos fueron divididos en dos partes debido al parón por la crisis del COVID-19.
En el mes de mayo se incorpora Silvia Marty como Soledad, criada de los Bacigalupe.
A mitad de junio se incorporan Mikel Larrañaga como Roberto Olmedo, Ana Goya como su esposa Sabina y Pablo Carro como Miguel, nieto de ambos. Cisco Lara abandona la serie tras la muerte de su personaje, Ildefonso Cortés, al que dio vida durante casi 100 capítulos. Antonio Lozano abandona temporalmente la serie tras 100 capítulos.
A principios de julio, el actor Alejandro Carro abandona la serie tras la muerte de su personaje, Javier Velasco, al que interpretó durante 80 capítulos. Cristina Platas deja la serie tras interpretar a Marcelina durante 380 capítulos. Se reincorpora Ylenia Baglietto para volver a interpretar a Maite Zaldúa durante unos capítulos. A mediados de mes Ylenia Baglietto y Aria Bedmar abandonan la serie tras la marcha de sus personajes, finalizando así la historia de amor de Maite y Camino, la primera sale de la serie después de 107 capítulos, mientras la segunda después de 323 capítulos. Se reincorpora Aleix Melé para volver a interpretar a Santiago Becerra tras varios meses de ausencia. A finales de mes se incorporan Carlos de Austria y Ástrid Janer, interpretando a los hermanos Quesada, Aurelio y Natalia, respectivamente.
Sexta temporada (6 de agosto de 2020 - 8 de enero de 2021)
A principios de agosto acaba la quinta temporada y comienza la sexta de la serie, con las salidas de Susana Soleto, Aleix Melé y Agnès Llobet, que interpretaron, respectivamente, a Felicia Fonseca después de su muerte durante más de 340 capítulos, Santiago / Israel Becerra durante más de 115 capítulos y Laura Alonso durante 80 capítulos.
En septiembre, Gurutze Beitia se reincorpora en Arantxa Torrealday a la serie tras 5 meses de ausencia, que abandona la serie de nuevo después de 230 capítulos, junto con César Vea que ha interpretado el papel de Cesáreo Villar durante 545 capítulos.
A principios de octubre se incorporan Carla Campra y Marco Cáceres interpretando respectivamente a Daniela Stabile, una nueva camarera italiana del restaurante Nuevo siglo XX y a Ignacio Quiroga, el sobrino de Bellita Del Campo.
A finales de octubre Antonio Lozano vuelve a cubrir su personaje Armando Caballero, y luego dejó la serie de nuevo después de 103 capítulos con Amparo Fernández, quien interpretó el papel de Susana Ruiz durante 1286 capítulos.
A principios de noviembre de 2020, el actor Javi Chou, que ya había interpretado el papel de Martín Enraje, regresa como un nuevo personaje, Martínez, durante 4 capítulos.
A principios de diciembre, Carla Campra, Pablo Carro, Ana Goya y Mikel Larrañaga dejan la serie después de interpretar respectivamente por 44, 124, 125 y 110 capítulos a Daniela Stabile, Miguel Olmedo, Sabina Muñiz y Roberto Olmedo.
A finales del año vuelven a incorporarse a la serie José Pastor y Aroa Rodríguez, como Emilio Pasamar y Cinta Domínguez, tras casi 200 capítulos de ausencia, aunque se vuelven a ir a principios de enero.
A principios del año 2021 se cierra la sexta temporada de la serie con las muertes y marchas de varios personajes y entonces las salidas de algunos actores: Marcial Álvarez deja a la serie tras 181 capítulos, Olga Haenke tras 172 capítulos, Ástrid Janer tras 117 capítulos, María Blanco tras 850 capítulos, Álvaro Quintana tras 874 capítulos y Silvia Marty tras 154 capítulos, tras interpretar, respectivamente, a Marcos y Anabel Bacigalupe, Natalia Quesada, Carmen Asensio, Antoñito Palacios y Soledad López. También abandona la serie David García-Intriago, tras interpretar a Adolfo Méndez durante casi 900 capítulos como personaje secundario.
Séptima temporada (9 de enero de 2021 - 4 de mayo de 2021)
Tras eso, un salto temporal de 5 años da paso a la séptima temporada, en la que se incorporan Roser Tapias como Valeria Cárdenas y Aleix Rengel Meca como David Expósito; Amaia Lizarralde como Hortensia Rubio y Judith Fernández como Azucena, hermana mayor y sobrina de Rosina; Inma Sancho como Inma Tordera y Julio Peña como su nieto Guillermo Sacristán, nuevos dueños del Nuevo siglo XX que ahora se ha convertido en una arrocería; Patxi Santamaría como Marcelo Gaztañaga y Noelia Marló como Luzdivina Suárez, mayordomo y cocinera de Genoveva y Aurelio; e Isabel Garrido como Maruxiña, la nueva criada de los Domínguez.
A finales de enero se anuncian las incorporaciones de Octavi Pujades, Leonor Martín y Alejandro Sigüenza, con los papeles respectivamente de Pascual Sacristán, Dori Navarro y Fidel Soria.
También se anuncia que la serie finalizaría su rodaje en marzo, y la emisión de capítulos en mayo.
A principios de marzo se incorpora el actor Gonzalo Ramos para dar vida a Rodrigo, el verdadero esposo de Valeria.
En abril abandonan la serie Gonzalo Ramos, Roser Tapias y Aleix Rengel Meca, el primero tras pensar que ha matado a Aurelio y los otros dos tras la marcha de sus personajes a EE. UU. Carlos de Austria abandona también la serie temporalmente fingiendo su muerte para volver en los últimos episodios.
En ese mismo mes de abril la actriz Lydia Pavón llega para interpretar a Gabriela Salmerón, la hija de Genoveva.
El 3 de mayo abandona la serie Carlos de Austria tras la muerte de su personaje a manos de Marcelo Gaztañaga y el 4 de mayo en los primeros minutos del último capítulo se ve la muerte de Genoveva Salmerón, la principal antagonista de los últimos 522 episodios, así, el principal queda en manos de Gabriela, quien se pone en contacto telefónicamente con Cayetana. En los últimos minutos hay un último salto temporal y nos muestra la calle en la actualidad con los actores pasando adentro del edificio, Marc Parejo se interesa por un familiar suyo que vivió allí, Felipe Álvarez-Hermoso y le pregunta a Lolita, una vecina del piso, se ve también a David Venancio Muro intentando venderles el ático a Sandra Marchena y a Marita Zafra, madre e hija. Jona García y Juanma Navas aparecen como políticos de fondo al igual que Inma Pérez-Quirós y Jorge Pobes.

## Cronología de personajes

### Personajes principales
| Actor                | Personaje                          | Temporadas | Temporadas | Temporadas | Temporadas | Temporadas | Temporadas | Temporadas |
| Actor                | Personaje                          | 1          | 2          | 3          | 4          | 5          | 6          | 7          |
| -------------------- | ---------------------------------- | ---------- | ---------- | ---------- | ---------- | ---------- | ---------- | ---------- |
| Rebeca Alemañy       | Dolores "Lolita" Casado            | Principal  | Principal  | Principal  | Principal  | Principal  | Principal  | Principal  |
| Sandra Marchena      | Rosa María "Rosina" Rubio          | Principal  | Principal  | Principal  | Principal  | Principal  | Principal  | Principal  |
| Juanma Navas         | Ramón Palacios Jarabo              | Principal  | Principal  | Principal  | Principal  | Principal  | Principal  | Principal  |
| Marc Parejo          | Felipe Álvarez-Hermoso             | Principal  | Principal  | Principal  | Principal  | Principal  | Principal  | Principal  |
| Inma Pérez-Quirós    | Fabiana Aguado                     | Principal  | Principal  | Principal  | Principal  | Principal  | Principal  | Principal  |
| David Venancio Muro  | Servando Gallo                     | Principal  | Principal  | Principal  | Principal  | Principal  | Principal  | Principal  |
| Marita Zafra         | Casilda Escolano Ibáñez            | Principal  | Principal  | Principal  | Principal  | Principal  | Principal  | Principal  |
| Amparo Fernández     | Susana Ruiz                        | Principal  | Principal  | Principal  | Principal  | Principal  | Principal  | Invitada   |
| Montse Alcoverro     | Úrsula Dicenta Koval               | Principal  | Principal  | Principal  | Principal  | Principal  |            |            |
| Inés Aldea           | Celia Verdejo Pedró                | Principal  | Principal  | Principal  | Principal  | Invitada   |            |            |
| Ana del Rey          | Trinidad "Trini" Crespo Molero     | Principal  | Principal  | Principal  | Principal  | Invitada   |            |            |
| Cristina Abad        | María Luisa Palacios Ruzafa        | Principal  | Principal  | Principal  | Invitada   |            |            |            |
| Arantxa Aranguren    | Guadalupe Serra                    | Principal  | Principal  |            |            |            |            |            |
| Roger Berruezo       | Germán de la Serna                 | Principal  |            |            |            |            |            |            |
| Alba Brunet          | Leonor Hidalgo Rubio               | Principal  | Principal  | Principal  | Principal  |            |            | Invitada   |
| Raúl Cano            | Leandro Séler Ruiz                 | Principal  | Principal  |            |            |            |            |            |
| Miguel Diosdado      | Víctor Ferrero Lorza               | Principal  | Principal  | Principal  | Invitado   |            |            |            |
| Cuca Escribano       | Lourdes Ruzafa                     | Principal  | Principal  |            |            |            |            |            |
| Sheyla Fariña        | Manuela Manzano                    | Principal  |            |            |            |            |            |            |
| Mariano Llorente     | Maximiliano Hidalgo                | Principal  | Principal  |            |            |            |            |            |
| Andrea López         | Carlota de la Serna Sotelo-Ruz     | Principal  |            |            |            |            |            |            |
| Sara Miquel          | Cayetana Sotelo-Ruz                | Principal  | Principal  |            |            | Invitada   |            |            |
| Aurora Sánchez       | Paciencia Infante                  | Principal  | Principal  |            |            |            |            |            |
| Carlos Serrano-Clark | Pablo Blasco Serra                 | Principal  | Principal  | Principal  |            |            |            |            |
| María Tasende        | Juliana Lorza                      | Principal  | Principal  |            |            |            |            |            |
| Iago García          | Justo Núñez                        | Principal  |            |            |            |            |            |            |
| Sara Herranz         | Margarita "Rita" Carrasco          | Principal  |            |            |            |            |            |            |
| Jaime Olías          | Claudio Castaño                    | Principal  |            |            |            |            |            |            |
| Gonzalo Trujillo     | Mauro San Emeterio                 |            | Principal  |            |            | Secundario |            |            |
| Alejandra Meco       | Teresa Sierra                      |            | Principal  |            |            |            |            |            |
| Javi Chou            | Martín Enraje                      |            | Principal  | Principal  |            |            |            |            |
| Mónica Portillo      | Humildad Varela                    |            | Principal  |            |            |            |            |            |
| Jorge Pobes          | Liberto Méndez Aspe                |            | Principal  | Principal  | Principal  | Principal  | Principal  | Principal  |
| Pantxo Nieto         | Clemente Heredia                   |            | Principal  |            |            |            |            |            |
| Sandra Blázquez      | Huertas López Valbuena             |            | Principal  | Secundaria |            |            |            |            |
| Ander Azurmendi      | Fernando Mondragón                 |            | Principal  |            |            |            |            |            |
| Manuel Regueiro      | Arturo Valverde                    |            | Principal  | Principal  |            |            |            |            |
| Laura Rozalén        | Elvira Valverde                    |            | Principal  | Principal  |            |            |            |            |
| Jordi Coll           | Simón Gayarre Ruiz                 |            | Principal  | Principal  |            |            |            |            |
| Carolina Santos      | Habiba                             |            | Principal  |            |            |            |            |            |
| Álvaro Quintana      | Antonio "Antoñito" Palacios Ruzafa |            | Principal  | Principal  | Principal  | Principal  | Principal  |            |
| Juan Gareda          | Samuel Alday Roncero               |            | Secundario | Principal  | Principal  | Principal  |            |            |
| Rubén de Eguía       | Diego Alday Roncero                |            |            | Principal  |            |            |            |            |
| Elena González       | Blanca Dicenta Koval               |            | Secundaria | Principal  |            |            |            |            |
| María Blanco         | Carmen Sanjurjo                    |            | Secundaria | Principal  | Principal  | Principal  | Principal  |            |
| Elia Galera          | Silvia Reyes                       |            |            | Principal  |            |            |            |            |
| Pilar Barrera        | Agustina López                     |            |            | Principal  | Principal  | Principal  |            |            |
| Alejandra Lorenzo    | Flora Barbosa                      |            |            | Principal  | Principal  |            |            |            |
| Xoán Fórneas         | Íñigo Cervera / Ignacio Barbosa    |            |            | Principal  | Principal  |            |            |            |
| Adrián Castiñeiras   | Íñigo Cervera / "El Peña"          |            |            | Principal  | Principal  |            |            |            |
| César Vea            | Cesáreo Villar                     |            |            | Principal  | Principal  | Principal  | Principal  |            |
| Alba Gutiérrez       | Lucía Alvarado                     |            |            | Secundaria | Principal  | Principal  |            |            |
| Dani Tatay           | Telmo Martínez                     |            |            | Invitado   | Principal  | Principal  |            |            |
| Gurutze Beitia       | Arantxa Torrealday Yurrebaso       |            |            |            |            | Principal  | Invitada   |            |
| María Gracia         | María Bella "Bellita" Del Campo    |            |            |            |            | Principal  | Principal  | Principal  |
| Manuel Bandera       | José Miguel Domínguez Chinarro     |            |            |            |            | Principal  | Principal  | Principal  |
| Aroa Rodríguez       | Cinta Domínguez Del Campo          |            |            |            |            | Principal  | Invitada   |            |
| Clara Garrido        | Genoveva Salmerón                  |            |            |            |            | Principal  | Principal  | Principal  |
| Susana Soleto        | Felicia Fonseca                    |            |            |            |            | Principal  |            |            |
| José Pastor          | Emilio Pasamar Fonseca             |            |            |            |            | Principal  | Invitado   |            |
| Aria Bedmar          | Camino Pasamar Fonseca             |            |            |            |            | Principal  |            |            |
| Paco Mora            | Eduardo Torralba                   |            |            |            |            | Principal  |            |            |
| Cristina Platas      | Marcelina                          |            |            | Invitada   | Secundaria | Principal  |            |            |
| Jona García          | Jacinto Retuerto Escolano          |            |            | Secundario | Secundario | Principal  | Principal  | Principal  |
| Eleazar Ortiz        | Alfredo Bryce                      |            |            |            |            | Principal  |            |            |
| Trisha Fernández     | Marcia Sampaio Álvez               |            |            |            |            | Principal  |            |            |
| Antonio Lozano       | Armando Caballero                  |            |            |            |            | Principal  | Principal  | Invitado   |
| Aleix Melé           | Santiago Becerra / Israel Becerra  |            |            |            |            | Principal  |            |            |
| Abril Montilla       | Alodia                             |            |            |            |            | Principal  | Principal  | Principal  |
| Agnès Llobet         | Laura Alonso                       |            |            |            |            | Principal  |            |            |
| Marcial Álvarez      | Marcos Bacigalupe                  |            |            |            |            | Principal  | Principal  |            |
| Olga Haenke          | Anabel Bacigalupe                  |            |            |            |            | Principal  | Principal  |            |
| Ástrid Janer         | Natalia Quesada                    |            |            |            |            | Secundaria | Principal  |            |
| Carlos de Austria    | Aurelio Quesada                    |            |            |            |            | Secundario | Principal  | Principal  |
| Silvia Marty         | Soledad López                      |            |            |            |            | Secundaria | Principal  |            |
| Ana Goya             | Sabina Muñiz                       |            |            |            |            | Secundaria | Principal  |            |
| Mikel Larrañaga      | Roberto Olmedo                     |            |            |            |            | Secundario | Principal  |            |
| Pablo Carro          | Miguel Olmedo                      |            |            |            |            | Secundario | Principal  |            |
| Marco Cáceres        | Ignacio Quiroga Del Campo          |            |            |            |            |            | Principal  | Principal  |
| Carla Campra         | Daniela Stabile                    |            |            |            |            |            | Principal  |            |
| Patxi Santamaría     | Marcelo Gaztañaga                  |            |            |            |            |            |            | Principal  |
| Amaia Lizarralde     | Hortensia Rubio                    |            |            |            |            |            |            | Principal  |
| Judith Fernández     | Azucena Quiñonero Rubio            |            |            |            |            |            |            | Principal  |
| Inma Sancho          | Inmaculada "Inma" Tordera          |            |            |            |            |            |            | Principal  |
| Julio Peña           | Guillermo Sacristán                |            |            |            |            |            |            | Principal  |
| Roser Tapias         | Valeria Cárdenas                   |            |            |            |            |            |            | Principal  |
| Aleix Rengel Meca    | David Expósito                     |            |            |            |            |            |            | Principal  |
| Isabel Garrido       | Maruxa "Maruxiña" Corrales         |            |            |            |            |            |            | Principal  |
| Noelia Marló         | Luzdivina Suárez Rebollo           |            |            |            |            |            |            | Principal  |
| Leonor Martín        | Adoración "Dori" Navarro Bellido   |            |            |            |            |            |            | Principal  |
| Alejandro Sigüenza   | Fidel Soria                        |            |            |            |            |            |            | Principal  |
| Octavi Pujades       | Pascual Sacristán Tordera          |            |            |            |            |            |            | Principal  |

## Temporadas y audiencias
| Temporada | Episodios | Periodo   | Estreno               | Final                 | Protagonistas | Audiencia    | Audiencia |
| Temporada | Episodios | Periodo   | Estreno               | Final                 | Protagonistas | Espectadores | Cuota     |
| --------- | --------- | --------- | --------------------- | --------------------- | --- | ------------ | --------- |
| 1ª        | 220       | 2015-2016 | 15 de abril de 2015   | 18 de febrero de 2016 | Manuela Manzano (Sheyla Fariña) y Germán de la Serna (Roger Berruezo) Cayetana Sotelo-Ruz (Sara Miquel) y Úrsula Dicenta (Montse Alcoverro)    | 966 000      | 8,3%      |
| 2ª        | 361       | 2016-2017 | 19 de febrero de 2016 | 16 de agosto de 2017  | Mauro San Emeterio (Gonzalo Trujillo) y Teresa Sierra (Alejandra Meco) Cayetana Sotelo-Ruz (Sara Miquel) y Úrsula (Montse Alcoverro)           | 1 049 000    | 9,4%      |
| 3ª        | 242       | 2017-2018 | 17 de agosto de 2017  | 9 de agosto de 2018   | Diego Alday (Rubén de Eguía) y Blanca Dicenta (Elena González) Samuel Alday (Juan Gareda) y Úrsula Dicenta (Montse Alcoverro)                  | 908 000      | 8,8%      |
| 4ª        | 137       | 2018-2019 | 10 de agosto de 2018  | 28 de febrero de 2019 | Lucía Alvarado (Alba Gutiérrez) y Telmo Martínez (Dani Tatay) Samuel Alday (Juan Gareda) y Úrsula Dicenta (Montse Alcoverro)                   | 805 000      | 8,0%      |
| 5ª        | 341       | 2019-2020 | 1 de marzo de 2019    | 5 de agosto de 2020   | Marcia Sampaio (Trisha Fernández) y Felipe Álvarez-Hermoso (Marc Parejo) Genoveva Salmerón (Clara Garrido) y Úrsula Dicenta (Montse Alcoverro) | 815 000      | 7,9%      |
| 6ª        | 102       | 2020-2021 | 6 de agosto de 2020   | 8 de enero de 2021    | Aurelio Quesada (Carlos de Austria) y Marcos Bacigalupe (Marcial Álvarez) Genoveva Salmerón (Clara Garrido) y Natalia Quesada (Ástrid Janer)   | 801 000      | 8,1%      |
| 7ª        | 81        | 2021      | 8 de enero de 2021    | 4 de mayo de 2021     | Valeria Cárdenas (Roser Tapias) y David Expósito (Aleix Rengel Meca) Genoveva Salmerón (Clara Garrido) y Aurelio Quesada (Carlos de Austria)   | 837 000      | 7,9%      |
| TOTAL     | TOTAL     | TOTAL     | TOTAL                 | TOTAL                 | TOTAL | 883.000*     | 8,3%      |

### Primera temporada (2015/2016)
| Programas emitidos | Programas emitidos | Programas emitidos | Programas emitidos | Programas emitidos |
| N.º (serie)        | N.º (temp.)        | Fecha de emisión   | Audiencia          | Audiencia          |
| N.º (serie)        | N.º (temp.)        | Fecha de emisión   | Espectadores       | Cuota              |
| ------------------ | ------------------ | ------------------ | ------------------ | ------------------ |
| 0                  | 0                  | 15/04/2015         | 1 586 000          | 8,0%               |
| 1                  | 1                  | 16/04/2015         | 1 027 000          | 8,9%               |
| 2                  | 2                  | 17/04/2015         | 853 000            | 7,1%               |
| 3                  | 3                  | 20/04/2015         | 1 027 000          | 7,1%               |
| 4                  | 4                  | 20/04/2015         | 793 000            | 7,7%               |
| 5                  | 5                  | 21/04/2015         | 889 000            | 7,6%               |
| 6                  | 6                  | 21/04/2015         | 774 000            | 7,5%               |
| 7                  | 7                  | 22/04/2015         | 917 000            | 7,9%               |
| 8                  | 8                  | 22/04/2015         | 849 000            | 8,2%               |
| 9                  | 9                  | 23/04/2015         | 820 000            | 7,1%               |
| 10                 | 10                 | 24/04/2015         | 845 000            | 7,2%               |
| 11                 | 11                 | 27/04/2015         | 931 000            | 7,4%               |
| 12                 | 12                 | 28/04/2015         | 947 000            | 8,2%               |
| 13                 | 13                 | 29/04/2015         | 904 000            | 7,9%               |
| 14                 | 14                 | 30/04/2015         | 859 000            | 7,5%               |
| 15                 | 15                 | 04/05/2015         | 877 000            | 7,4%               |
| 16                 | 16                 | 05/05/2015         | 942 000            | 8,2%               |
| 17                 | 17                 | 06/05/2015         | 899 000            | 7,7%               |
| 18                 | 18                 | 07/05/2015         | 812 000            | 7,1%               |
| 19                 | 19                 | 08/05/2015         | 788 000            | 6,7%               |
| 20                 | 20                 | 11/05/2015         | 879 000            | 7,6%               |
| 21                 | 21                 | 12/05/2015         | 869 000            | 7,6%               |
| 22                 | 22                 | 13/05/2015         | 848 000            | 7,2%               |
| 23                 | 23                 | 14/05/2015         | 922 000            | 7,8%               |
| 24                 | 24                 | 15/05/2015         | 836 000            | 6,8%               |
| 25                 | 25                 | 18/05/2015         | 797 000            | 6,8%               |
| 26                 | 26                 | 19/05/2015         | 862 000            | 7,1%               |
| 27                 | 27                 | 20/05/2015         | 841 000            | 6,9%               |
| 28                 | 28                 | 21/05/2015         | 843 000            | 7,3%               |
| 29                 | 29                 | 22/05/2015         | 852 000            | 7,0%               |
| 30                 | 30                 | 25/05/2015         | 847 000            | 7,2%               |
| 31                 | 31                 | 26/05/2015         | 918 000            | 7,5%               |
| 32                 | 32                 | 27/05/2015         | 803 000            | 6,8%               |
| 33                 | 33                 | 28/05/2015         | 784 000            | 6,5%               |
| 34                 | 34                 | 29/05/2015         | 786 000            | 6,4%               |
| 35                 | 35                 | 01/06/2015         | 867 000            | 6,9%               |
| 36                 | 36                 | 02/06/2015         | 883 000            | 7,1%               |
| 37                 | 37                 | 03/06/2015         | 948 000            | 7,9%               |
| 38                 | 38                 | 04/06/2015         | 860 000            | 7,1%               |
| 39                 | 39                 | 05/06/2015         | 945 000            | 7,6%               |
| 40                 | 40                 | 08/06/2015         | 1 013 000          | 8,1%               |
| 41                 | 41                 | 08/06/2015         | 867 000            | 7,8%               |
| 42                 | 42                 | 09/06/2015         | 845 000            | 6,9%               |
| 43                 | 43                 | 10/06/2015         | 961 000            | 7,7%               |
| 44                 | 44                 | 11/06/2015         | 940 000            | 7,8%               |
| 45                 | 45                 | 12/06/2015         | 1 023 000          | 8,4%               |
| 46                 | 46                 | 15/06/2015         | 908 000            | 7,2%               |
| 47                 | 47                 | 16/06/2015         | 915 000            | 7,3%               |
| 48                 | 48                 | 17/06/2015         | 935 000            | 7,6%               |
| 49                 | 49                 | 18/06/2015         | 918 000            | 7,7%               |
| 50                 | 50                 | 19/06/2015         | 844 000            | 7,0%               |
| 51                 | 51                 | 22/06/2015         | 925 000            | 7,6%               |
| 52                 | 52                 | 23/06/2015         | 998 000            | 8,1%               |
| 53                 | 53                 | 24/06/2015         | 907 000            | 7,4%               |
| 54                 | 54                 | 25/06/2015         | 943 000            | 8,0%               |
| 55                 | 55                 | 26/06/2015         | 881 000            | 7,3%               |
| 56                 | 56                 | 29/06/2015         | 899 000            | 7,4%               |
| 57                 | 57                 | 30/06/2015         | 911 000            | 7,4%               |
| 58                 | 58                 | 01/07/2015         | 900 000            | 7,4%               |
| 59                 | 59                 | 02/07/2015         | 932 000            | 7,8%               |
| 60                 | 60                 | 03/07/2015         | 874 000            | 7,2%               |
| 61                 | 61                 | 06/07/2015         | 838 000            | 6,8%               |
| 62                 | 62                 | 07/07/2015         | 889 000            | 7,4%               |
| 63                 | 63                 | 08/07/2015         | 927 000            | 7,8%               |
| 64                 | 64                 | 09/07/2015         | 882 000            | 7,6%               |
| 65                 | 65                 | 10/07/2015         | 882 000            | 7,4%               |
| 66                 | 66                 | 13/07/2015         | 967 000            | 8,1%               |
| 67                 | 67                 | 14/07/2015         | 820 000            | 6,8%               |
| 68                 | 68                 | 15/07/2015         | 787 000            | 7,4%               |
| 69                 | 69                 | 16/07/2015         | 691 000            | 6,5%               |
| 70                 | 70                 | 17/07/2015         | 759 000            | 7,3%               |
| 71                 | 71                 | 20/07/2015         | 729 000            | 7,0%               |
| 72                 | 72                 | 21/07/2015         | 860 000            | 7,3%               |
| 73                 | 73                 | 22/07/2015         | 767 000            | 7,1%               |
| 74                 | 74                 | 23/07/2015         | 813 000            | 7,9%               |
| 75                 | 75                 | 24/07/2015         | 820 000            | 8,4%               |
| 76                 | 76                 | 27/07/2015         | 915 000            | 8,1%               |
| 77                 | 77                 | 28/07/2015         | 832 000            | 7,0%               |
| 78                 | 78                 | 29/07/2015         | 902 000            | 8,0%               |
| 79                 | 79                 | 30/07/2015         | 887 000            | 7,7%               |
| 80                 | 80                 | 31/07/2015         | 920 000            | 7,9%               |
| 81                 | 81                 | 03/08/2015         | 926 000            | 8,2%               |
| 82                 | 82                 | 04/08/2015         | 796 000            | 7,2%               |
| 83                 | 83                 | 05/08/2015         | 929 000            | 8,6%               |
| 84                 | 84                 | 06/08/2015         | 904 000            | 8,2%               |
| 85                 | 85                 | 07/08/2015         | 784 000            | 7,2%               |
| 86                 | 86                 | 10/08/2015         | 867 000            | 8,0%               |
| 87                 | 87                 | 11/08/2015         | 827 000            | 7,6%               |
| 88                 | 88                 | 12/08/2015         | 864 000            | 7,7%               |
| 89                 | 89                 | 13/08/2015         | 763 000            | 7,1%               |
| 90                 | 90                 | 14/08/2015         | 821 000            | 7,8%               |
| 91                 | 91                 | 17/08/2015         | 884 000            | 8,1%               |
| 92                 | 92                 | 18/08/2015         | 836 000            | 7,8%               |
| 93                 | 93                 | 19/08/2015         | 934 000            | 8,7%               |
| 94                 | 94                 | 20/08/2015         | 800 000            | 7,6%               |
| 95                 | 95                 | 21/08/2015         | 788 000            | 7,6%               |
| 96                 | 96                 | 24/08/2015         | 586 000            | 6,4%               |
| 97                 | 97                 | 25/08/2015         | 801 000            | 8,2%               |
| 98                 | 98                 | 26/08/2015         | 632 000            | 6,7%               |
| 99 100             | 99 100             | 27/08/2015         | 753 000            | 7,8%               |
| 101                | 101                | 28/08/2015         | 669 000            | 7,5%               |
| 102                | 102                | 31/08/2015         | 762 000            | 6,7%               |
| 103                | 103                | 01/09/2015         | 762 000            | 6,7%               |
| 104                | 104                | 02/09/2015         | 836 000            | 8,9%               |
| 105                | 105                | 03/09/2015         | 762 000            | 7,6%               |
| 106                | 106                | 04/09/2015         | 833 000            | 7,8%               |
| 107                | 107                | 07/09/2015         | 840 000            | 9,0%               |
| 108                | 108                | 08/09/2015         | 990 000            | 8,3%               |
| 109                | 109                | 09/09/2015         | 726 000            | 7,2%               |
| 110                | 110                | 10/09/2015         | 834 000            | 8,0%               |
| 111                | 111                | 11/09/2015         | 792 000            | 7,4%               |
| 112                | 112                | 14/09/2015         | 1 044 000          | 8,5%               |
| 113                | 113                | 15/09/2015         | 1 044 000          | 8,5%               |
| 114                | 114                | 16/09/2015         | 1 040 000          | 8,5%               |
| 115                | 115                | 17/09/2015         | 1 113 000          | 9,2%               |
| 116                | 116                | 18/09/2015         | 997 000            | 8,1%               |
| 117                | 117                | 21/09/2015         | 1 069 000          | 9,0%               |
| 118                | 118                | 22/09/2015         | 1 023 000          | 8,5%               |
| 119                | 119                | 23/09/2015         | 1 058 000          | 8,8%               |
| 120                | 120                | 24/09/2015         | 1 018 000          | 8,6%               |
| 121                | 121                | 25/09/2015         | 975 000            | 8,3%               |
| 122                | 122                | 28/09/2015         | 1 156 000          | 9,6%               |
| 123                | 123                | 29/09/2015         | 1 040 000          | 8,9%               |
| 124                | 124                | 30/09/2015         | 1 119 000          | 9,4%               |
| 125                | 125                | 01/10/2015         | 1 009 000          | 9,0%               |
| 126                | 126                | 02/10/2015         | 1 030 000          | 9,0%               |
| 127                | 127                | 05/10/2015         | 1 039 000          | 9,0%               |
| 128                | 128                | 06/10/2015         | 1 016 000          | 9,1%               |
| 129                | 129                | 07/10/2015         | 1 075 000          | 9,5%               |
| 130                | 130                | 08/10/2015         | 989 000            | 9,0%               |
| 131                | 131                | 09/10/2015         | 1 129 000          | 9,9%               |
| 132                | 132                | 13/10/2015         | 1 094 000          | 9,3%               |
| 133                | 133                | 14/10/2015         | 1 063 000          | 9,3%               |
| 134                | 134                | 15/10/2015         | 983 000            | 8,9%               |
| 135                | 135                | 16/10/2015         | 1 085 000          | 9,2%               |
| 136                | 136                | 19/10/2015         | 1 081 000          | 9,0%               |
| 137                | 137                | 20/10/2015         | 991 000            | 8,6%               |
| 138                | 138                | 21/10/2015         | 1 069 000          | 9,5%               |
| 139                | 139                | 22/10/2015         | 1 044 000          | 9,2%               |
| 140                | 140                | 23/10/2015         | 1 129 000          | 9,8%               |
| 141                | 141                | 26/10/2015         | 1 082 000          | 9,1%               |
| 142                | 142                | 27/10/2015         | 1 116 000          | 9,5%               |
| 143                | 143                | 28/10/2015         | 989 000            | 8,8%               |
| 144                | 144                | 29/10/2015         | 995 000            | 9,2%               |
| 145                | 145                | 30/10/2015         | 917 000            | 8,2%               |
| 146                | 146                | 02/11/2015         | 1 114 000          | 8,3%               |
| 147                | 147                | 03/11/2015         | 1 189 000          | 9,9%               |
| 148                | 148                | 04/11/2015         | 1 189 000          | 9,9%               |
| 149                | 149                | 05/11/2015         | 1 085 000          | 9,8%               |
| 150                | 150                | 06/11/2015         | 951 000            | 8,2%               |
| 151                | 151                | 09/11/2015         | 1 029 000          | 8,8%               |
| 152                | 152                | 10/11/2015         | 1 038 000          | 9,2%               |
| 153                | 153                | 11/11/2015         | 993 000            | 9,0%               |
| 154                | 154                | 12/11/2015         | 1 037 000          | 9,6%               |
| 155                | 155                | 13/11/2015         | 998 000            | 8,7%               |
| 156                | 156                | 16/11/2015         | 1 024 000          | 9,1%               |
| 157                | 157                | 17/11/2015         | 1 042 000          | 9,2%               |
| 158                | 158                | 18/11/2015         | 1 095 000          | 9,7%               |
| 159                | 159                | 19/11/2015         | 1 035 000          | 9,3%               |
| 160                | 160                | 20/11/2015         | 1 092 000          | 9,3%               |
| 161                | 161                | 23/11/2015         | 1 153 000          | 9,5%               |
| 162                | 162                | 24/11/2015         | 1 289 000          | 10,7%              |
| 163                | 163                | 25/11/2015         | 1 099 000          | 9,3%               |
| 164                | 164                | 26/11/2015         | 1 081 000          | 9,4%               |
| 165                | 165                | 27/11/2015         | 1 015 000          | 9,0%               |
| 166                | 166                | 30/11/2015         | 1 138 000          | 10,1%              |
| 167                | 167                | 01/12/2015         | 1 037 000          | 9,2%               |
| 168                | 168                | 02/12/2015         | 1 075 000          | 9,4%               |
| 169                | 169                | 03/12/2015         | 1 055 000          | 9,3%               |
| 170                | 170                | 04/12/2015         | 1 076 000          | 9,2%               |
| 171                | 171                | 07/12/2015         | 1 111 000          | 9,0%               |
| 172                | 172                | 09/12/2015         | 1 031 000          | 8,9%               |
| 173                | 173                | 10/12/2015         | 1 099 000          | 9,6%               |
| 174                | 174                | 11/12/2015         | 947 000            | 8,1%               |
| 175                | 175                | 14/12/2015         | 971 000            | 8,3%               |
| 176                | 176                | 15/12/2015         | 789 000            | 7,5%               |
| 177                | 177                | 16/12/2015         | 971 000            | 8,8%               |
| 178                | 178                | 17/12/2015         | 1 005 000          | 9,1%               |
| 179                | 179                | 18/12/2015         | 952 000            | 8,5%               |
| 180                | 180                | 21/12/2015         | 1 008 000          | 9,0%               |
| 181                | 181                | 22/12/2015         | 983 000            | 8,4%               |
| 182                | 182                | 23/12/2015         | 1 020 000          | 8,7%               |
| 183                | 183                | 24/12/2015         | 1 180 000          | 9,1%               |
| 184                | 184                | 28/12/2015         | 1 195 000          | 9,0%               |
| 185                | 185                | 29/12/2015         | 1 171 000          | 9,2%               |
| 186                | 186                | 30/12/2015         | 1 073 000          | 8,6%               |
| 187                | 187                | 31/12/2015         | 1 150 000          | 8,6%               |
| 188                | 188                | 04/01/2016         | 1 117 000          | 8,4%               |
| 189                | 189                | 05/01/2016         | 1 166 000          | 8,6%               |
| 190                | 190                | 07/01/2016         | 1 165 000          | 8,9%               |
| 191                | 191                | 08/01/2016         | 1 198 000          | 9,3%               |
| 192                | 192                | 11/01/2016         | 1 101 000          | 9,1%               |
| 193                | 193                | 12/01/2016         | 1 085 000          | 9,2%               |
| 194                | 194                | 13/01/2016         | 1 125 000          | 9,2%               |
| 195                | 195                | 14/01/2016         | 1 093 000          | 8,9%               |
| 196                | 196                | 15/01/2016         | 1 183 000          | 9,4%               |
| 197                | 197                | 18/01/2016         | 1 096 000          | 9,3%               |
| 198                | 198                | 19/01/2016         | 1 152 000          | 9,8%               |
| 199                | 199                | 20/01/2016         | 1 182 000          | 10,0%              |
| 200                | 200                | 21/01/2016         | 1 132 000          | 9,7%               |
| 201                | 201                | 22/01/2016         | 1 186 000          | 9,5%               |
| 202                | 202                | 25/01/2016         | 1 103 000          | 9,5%               |
| 203                | 203                | 26/01/2016         | 1 085 000          | 9,4%               |
| 204                | 204                | 27/01/2016         | 1 100 000          | 9,6%               |
| 205                | 205                | 28/01/2016         | 1 153 000          | 9,6%               |
| 206                | 206                | 29/01/2016         | 1 028 000          | 8,4%               |
| 207                | 207                | 01/02/2016         | 1 029 000          | 9,0%               |
| 208                | 208                | 02/02/2016         | 1 017 000          | 9,0%               |
| 209                | 209                | 03/02/2016         | 1 102 000          | 9,5%               |
| 210                | 210                | 04/02/2016         | 1 078 000          | 9,5%               |
| 211                | 211                | 05/02/2016         | 930 000            | 7,9%               |
| 212                | 212                | 08/02/2016         | 1 054 000          | 8,8%               |
| 213                | 213                | 09/02/2016         | 1 122 000          | 8,9%               |
| 214                | 214                | 10/02/2016         | 1 119 000          | 9,0%               |
| 215                | 215                | 11/02/2016         | 1 131 000          | 9,5%               |
| 216                | 216                | 12/02/2016         | 1 098 000          | 8,6%               |
| 217                | 217                | 15/02/2016         | 1 155 000          | 9,6%               |
| 218                | 218                | 16/02/2016         | 1 227 000          | 10,4%              |
| 219                | 219                | 17/02/2016         | 1 107 000          | 9,3%               |
| 220                | 220                | 18/02/2016         | 1 138 000          | 9,3%               |
| Total              | Total              | Total              | 966 000            | 8,3%               |

### Segunda temporada (2016/2017)
| Programas emitidos | Programas emitidos | Programas emitidos | Programas emitidos | Programas emitidos |
| N.º (serie)        | N.º (temp.)        | Fecha de emisión   | Audiencia          | Audiencia          |
| N.º (serie)        | N.º (temp.)        | Fecha de emisión   | Espectadores       | Cuota              |
| ------------------ | ------------------ | ------------------ | ------------------ | ------------------ |
| 221                | 1                  | 19/02/2016         | 1 117 000          | 9,5%               |
| 222                | 2                  | 23/02/2016         | 1 096 000          | 9,4%               |
| 223                | 3                  | 24/02/2016         | 1 107 000          | 9,6%               |
| 224                | 4                  | 25/02/2016         | 1 012 000          | 8,9%               |
| 225                | 5                  | 26/02/2016         | 1 101 000          | 8,9%               |
| 226                | 6                  | 29/02/2016         | 1 061 000          | 9,0%               |
| 227                | 7                  | 03/03/2016         | 957 000            | 8,7%               |
| 228                | 8                  | 04/03/2016         | 1 060 000          | 9,0%               |
| 229                | 9                  | 07/03/2016         | 1 157 000          | 9,4%               |
| 230                | 10                 | 08/03/2016         | 1 141 000          | 9,9%               |
| 231                | 11                 | 09/03/2016         | 1 159 000          | 9,9%               |
| 232                | 12                 | 10/03/2016         | 1 116 000          | 9,5%               |
| 233                | 13                 | 11/03/2016         | 1 034 000          | 8,9%               |
| 234                | 14                 | 14/03/2016         | 981 000            | 8,6%               |
| 235                | 15                 | 15/03/2016         | 1 039 000          | 9,1%               |
| 236                | 16                 | 16/03/2016         | 998 000            | 8,7%               |
| 237                | 17                 | 17/03/2016         | 984 000            | 8,9%               |
| 238                | 18                 | 18/03/2016         | 1 035 000          | 8,8%               |
| 239                | 19                 | 21/03/2016         | 1 100 000          | 8,8%               |
| 240                | 20                 | 22/03/2016         | 1 113 000          | 9,2%               |
| 241                | 21                 | 23/03/2016         | 935 000            | 8,0%               |
| 242                | 22                 | 28/03/2016         | 1 000 000          | 8,2%               |
| 243                | 23                 | 29/03/2016         | 1 155 000          | 9,7%               |
| 244                | 24                 | 30/03/2016         | 1 048 000          | 9,2%               |
| 245                | 25                 | 31/03/2016         | 1 139 000          | 9,9%               |
| 246                | 26                 | 01/04/2016         | 1 020 000          | 8,8%               |
| 247                | 27                 | 04/04/2016         | 1 165 000          | 9,1%               |
| 248                | 28                 | 05/04/2016         | 1 116 000          | 9,3%               |
| 249                | 29                 | 06/04/2016         | 1 064 000          | 9,7%               |
| 250                | 30                 | 07/04/2016         | 1 050 000          | 9,2%               |
| 251                | 31                 | 08/04/2016         | 1 155 000          | 10,0%              |
| 252                | 32                 | 11/04/2016         | 1 171 000          | 10,0%              |
| 253                | 33                 | 12/04/2016         | 1 144 000          | 9,9%               |
| 254                | 34                 | 13/04/2016         | 1 174 000          | 10,4%              |
| 255                | 35                 | 14/04/2016         | 1 167 000          | 10,4%              |
| 256                | 36                 | 15/04/2016         | 1 009 000          | 8,7%               |
| 257                | 37                 | 18/04/2016         | 1 134 000          | 9,8%               |
| 258                | 38                 | 19/04/2016         | 1 207 000          | 9,8%               |
| 259                | 39                 | 20/04/2016         | 1 234 000          | 10,2%              |
| 260                | 40                 | 21/04/2016         | 1 211 000          | 10,7%              |
| 261                | 41                 | 22/04/2016         | 1 107 000          | 9,3%               |
| 262                | 42                 | 25/04/2016         | 1 144 000          | 10,3%              |
| 263                | 43                 | 26/04/2016         | 1 086 000          | 9,7%               |
| 264                | 44                 | 27/04/2016         | 1 069 000          | 9,5%               |
| 265                | 45                 | 28/04/2016         | 1 044 000          | 9,2%               |
| 266                | 46                 | 29/04/2016         | 1 179 000          | 10,3%              |
| 267                | 47                 | 02/05/2016         | 1 024 000          | 8,8%               |
| 268                | 48                 | 03/05/2016         | 1 098 000          | 9,8%               |
| 269                | 49                 | 04/05/2016         | 1 084 000          | 9,7%               |
| 270                | 50                 | 05/05/2016         | 1 208 000          | 10,6%              |
| 271                | 51                 | 06/05/2016         | 1 115 000          | 9,6%               |
| 272                | 52                 | 09/05/2016         | 1 069 000          | 8,7%               |
| 273                | 53                 | 10/05/2016         | 1 115 000          | 9,4%               |
| 274                | 54                 | 11/05/2016         | 1 114 000          | 9,8%               |
| 275                | 55                 | 12/05/2016         | 1 114 000          | 9,7%               |
| 276                | 56                 | 13/05/2016         | 1 087 000          | 9,1%               |
| 277                | 57                 | 16/05/2016         | 1 113 000          | 9,3%               |
| 278                | 58                 | 17/05/2016         | 1 158 000          | 10,2%              |
| 279                | 59                 | 18/05/2016         | 1 087 000          | 9,9%               |
| 280                | 60                 | 19/05/2016         | 1 093 000          | 9,9%               |
| 281                | 61                 | 20/05/2016         | 1 074 000          | 9,5%               |
| Total              | Total              | Total              | 1 049 000          | 9,4%               |

## Localizaciones
Estos son los algunos de los lugares más importantes del barrio donde tienen lugar la mayoría de los eventos de la serie:
- Calle Acacias: en esta calle está situado el edificio donde viven la mayoría de personajes de la serie. También se encuentran el quiosco, la arrocería, la Iglesia, la pensión Buenanoche, la mantequería de Lolita entre otros negocios. Aquí tienen lugar todo tipo de eventos, ya que todos los personajes la frecuentan. Temporadas: Todas